# Kristian Jaani

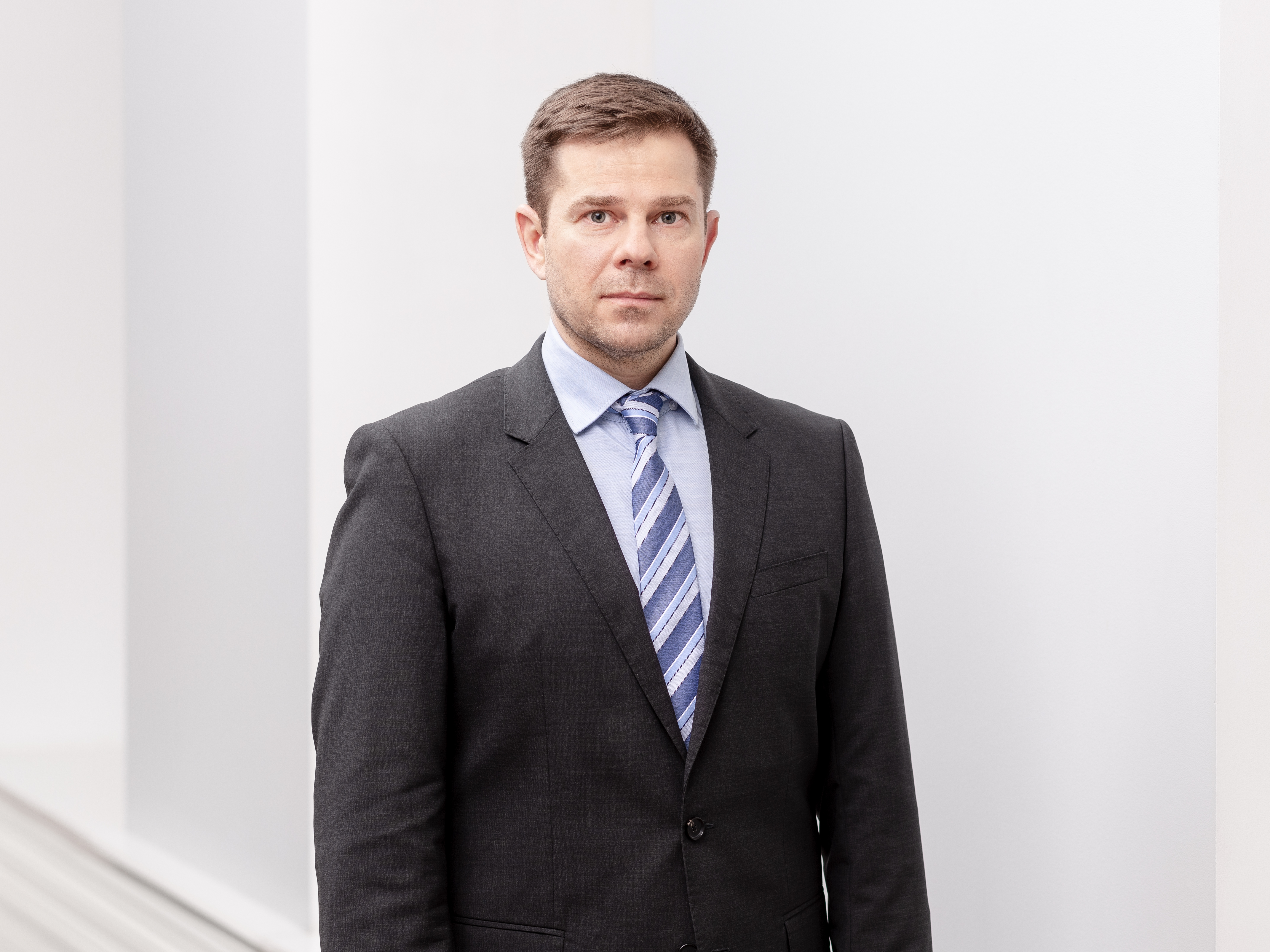
Kristian Jaani (2021)

Kristian Jaani (* 11. Dezember 1976 in Tallinn) ist ein estnischer Politiker (K) und Polizist. Vom 26. Januar 2021 bis zum 3. Juni 2022 war er Innenminister der Republik Estland im Kabinett K. Kallas I von Ministerpräsidentin Kaja Kallas. Mit dem Auseinanderbrechen der Regierung verlor er seinen Ministerposten und wurde als Leiter der Polizei- und Grenzschutzakademie bei der estnischen Sicherheitsakademie tätig.

## Leben

### Innere Sicherheit
Kristian Jaani schloss 1999 sein Studium im Fachbereich Polizei an der estnischen Sicherheitsakademie (Sisekaitseakadeemia) in Tallinn ab. 2014 absolvierte er dort ein Magister-Studium im Bereich Innere Sicherheit.
Kristian Jaani begann 1997 in Tallinn seine Karriere bei der estnischen Polizei. Schnell stieg er auf. Zuletzt war er von 2013 bis 2021 Präfekt der estnischen Polizei- und Grenzschutzbehörde (Politsei ja Piirivalveamet) für Nord-Estland.

### Politik
Am 26. Januar 2011 wurde Kristian Jaani als neuer Innenminister in der Koalitionsregierung von Ministerpräsidentin Kaja Kallas vereidigt. Es ist sein erster politischer Posten. Jaani wurde von der Estnischen Zentrumspartei (Eesti Keskerakond) nominiert. Er selbst war zum Zeitpunkt seiner Vereidigung noch parteilos und trat erst im Vorfeld der Kommunalwahlen in Estland 2021 der Partei bei. Er verließ die Partei aber bereits wieder im Juni 2022, nachdem sie sich mit ihrem bisherigen Koalitionspartner überworfen hatte und aus der Regierung ausgeschlossen worden war.

### Privates
Kristian Jaani ist verheiratet und Vater zweier Kinder.